# Seu Chiclé
José Jambo Filho (Santos, 18 de junho de 1933 — São Paulo, 25 de março de 2007), mais conhecido como Seu Chiclé, foi um sambista paulistano, ex-presidente da escola de samba Vai-Vai.

## Biografia
Seu Chiclé foi quem introduziu na bateria da Vai-Vai o repenique, o qual tocava com grande maestria, segundo outros sambistas paulistanos, na metade dos anos 60. Seu Chiclé sucedeu Pé Rachado na diretoria, tornando-se o segundo presidente da Vai-Vai desde que a agremiação deixou de ser cordão e tornou-se escola de samba, em 1974. Permaneceu no cargo por 20 anos. Durante sua gestão, a escola foi campeã por 6 vezes, sendo três delas consecutivas (1986/87/88).
Seu Chiclé faleceu em 25 de março de 2007. Em 2010, foi homenageado como um dos mestres do samba no desfile da Mancha Verde.
José Jambo Filho também foi comerciante na área varejista de plantas e flores naturais, onde em 1999 abriu sua Floricultura Jambo&Jambo Flores Cnpj no bairro do Bixiga , onde mais tarde se transferiu para o bairro da Casa Verde (bairro de São Paulo) , onde viveu seus últimos dias de vida. 
http://www.sosamba.com.br/carnaval/sp/noticias/morre-seo-chicle,-ex-presidente-da-vai-vai

## Curiosidades
Uma história muito interessante que tenho para contar sobre os carnavais do Vai-Vai, é que o Vai-Vai é uma escola diferente, nós somos uma escola em que para tudo dar certo tem que dar algo errado, Não é uma escola certinha, uma escola que tem tudo sobre o domínio, na nossa escola tem que ter adrenalina, tem que ter incerteza e é nesta incerteza, que nós tiramos força para realizar o impensável, realizar o improvável e assim chegarmos ao um resultado feliz. Para nós do Vai-Vai, quanto está tudo certo, tem algo errado, como já dissemos, nós não sabemos trabalhar com o provável, trabalhamos na incerteza, dai dá tu certo. 
Tem um caso que aconteceu com a gente no carnaval de 1982, com o enredo Orum Aye “Eterno Amanhecer”. Um fato que prova esta nossa tese, aconteceu no sábado de carnaval. “Por volta das 15 horas, nosso saudoso presidente, Senhor José Jambo Filho, conhecido no mundo do samba como (Chiclé), estava na porta da quadra dando uma entrevista para uma repórter da Rádio Bandeirantes e falava sobre os preparativos do nosso carnaval, que já estava tudo pronto e que só faltavam detalhes para o desfile. E era justamente ai que nos preocupava, estava tudo pronto: As fantasias, os carros, que só faltava um detalhe final no abre alas que era decorado com espelhos, em fim nada sem importância. Mas para nós não estava certo, como já disse para nós do vai-vai, tudo certo é que tem algo errado. 
No fundo do palco na rua, estava rolando um churrasco e muita cerveja, a repórter perguntava se iríamos fazer o bi campeonato, claro que sim, respondeu “seo” Chiclé, mas estávamos ressabiados com o tudo certo! Foi quando surgiu do nada e muito nervoso Zé Mário, aos gritos, comunicando que havia acabado o espelho para terminar o carro abre-alas, por um momento ficamos em pânico, foi então que o “seo” Chiclé, dentro da sua sabedoria, falou calma: Calma, que esta começando a dar tudo certo. A repórter percebeu algo no ar e nos perguntou o que estava acontecendo, “seo” Chicle relatou o fato e, como um bom repórter que corre atrás dos fatos, na hora ela colocou no ar o acontecimento e nós ficamos ali tentando digerir as palavras do “seo” Chicle. 
Passaram-se cinco ou dez minutos do relato da repórter na Rádio Bandeirantes, apareceu um senhor com um espelho nas costas, dizendo que havia tirado do guarda roupas e que depois comprava outro, o que interessava era o Vai-Vai e terminar a alegoria. Isto também foi pro ar. Daí pra frente, chegaram tantos espelhos na quadra que dava para fazer outra alegoria. Por volta das 8 horas da noite a alegoria estava pronta. E o resultado já sabemos, ganhamos o carnaval.  
Por Fernando Penteado
[./Https://www.vaivai.com.br/carnaval/curiosidades-do-vai-vai/ Https://www.vaivai.com.br/carnaval/curiosidades-do-vai-vai/] 